# Rectoragie
Rectoragia (denumită și proctoragie) este reprezentată de scurgeri de sânge prin orificiu anal. 
Scurgerile pot fi în cantitate mai mică sau mai mare. Dacă scurgerile sunt abundente este necesar să se apeleze la transfuzii de sânge. Cauzele principale care duc la pierderea sângelui prin orificiu anal sunt:
- hemoroizii interni,
- fisuri anale,
- cancerul de rect sau colon,
- polipi rectali sau colonici,
- colita radică,
- colita ischemică,
- colita infecțioasă,
- boli inflamatorii intestinale,
- contactele sexuale anale
- penetrarea anusului cu anumite obiecte dure
- diverticuloza colonică,
- angiodisplazia colonică,
- alte cauze (ulcere rectale solitare, varice colonice, ulcere colonice după ingestia de medicamente antiinflamatoare)

Cele mai comune și frecvente cauze de rectoragie sunt hemoroizii interni și fisurile anale. Rectoragia reprezinta un semnal de alarmă care trebuie să sperie pe orice pacient, motiv pentru care trebuie sa se adreseze de urgență unui medic dintr-un cabinet de proctologie.

## Rectoragia determinată de hemoroizi
În aceste situații de fisuri anale rectoragia este în cantitate mică și intermitentă, caracterizată prin eliminarea de sânge roșu, proaspăt, ce tapetează scaunul sau la sfârșitul scaunului și nu este amestecat cu materiile fecale. La început sângerările sunt minore, apar la sfârșitul scaunului și se repetă după o perioada mare de timp. Ulterior sunt mai frecvente, abundente, apar după fiecare scaun, odată cu creșterea în dimensiuni a hemoroizilor. 

## Rectoragia determinată de fisurile anale
În cazul fisurilor anale sângerarea este mai mică, apare după defecație și se asociază cu durerea. Pierderile mici și repetate de sânge prin orificiul anal caracteristice hemoroizilor pot duce la apariția anemiei cronice.

## Diagnostic
Cauza unei rectoragii nu este totdeauna ușor de găsit. Este necesar apelarea la endoscopie prin anuscopie, rectosigmoidoscopie sau colonoscopie.

## Legături utile
- http://www.sfatulmedicului.ro/dictionar-medical/rectoragie_2142
- http://www.informatiamedicala.ro/dictionar-medical/r/rectoragie-5398.html Arhivat în 19 martie 2011, la Wayback Machine.
- http://www.sfatulmedicului.ro/Hemoroizii-si-fisura-anala/hemoroizii_532

## Vezi și
- Hemoragie